# Estonie 200
 (juillet 2019).
Si vous disposez d'ouvrages ou d'articles de référence ou si vous connaissez des sites web de qualité traitant du thème abordé ici, merci de compléter l'article en donnant les références utiles à sa vérifiabilité et en les liant à la section « Notes et références ».
Estonie 200 (en estonien, Eesti 200) est un parti libéral estonien, fondé le 3 novembre 2018.

## Histoire
Lors des élections législatives estoniennes de 2019, il obtient 24 447 voix, soit 4,36 %, en dessous du seuil de 5 % pour avoir des députés au Riigikogu.
Aux élections législatives de 2023, Estonie 200 est le seul parti, avec le Parti de la réforme mené par la première ministre Kaja Kallas, a progresser. Avec 13,33 % des voix, le parti est le quatrième du pays et obtient 14 sièges sur les 101 au parlement national, le Riigikoku. Estonie 200 conclut un accord de coalition avec le Parti de la réforme et le Parti social-démocrate et obtient trois postes ministériels dans le gouvernement dirigé par Kaja Kallas.

## Positionnement politique
Estonie 200 est couramment placé comme une organisation de centre ou de centre-droit
Le parti se positionne lui-même pour une politique sécuritaire alignée sur celle des pays européens, des pays nordiques et sur l'OTAN. Il s'oppose à l'inverse à l'influence russe en Estonie.
Il se positionne également comme un parti libéral économiquement, en étant favorable à l'économie de marché. Il s'oppose à une augmentation des impôts et à une plus large redistribution des richesses. Il souhaite un assainissement des dépenses publiques.
En terme d'écologie, Estonie 200 se prononce pour la décarbonation de l'économie et l'abandon progressif des énergies fossiles par l'augmentation des capacités de l'Estonie dans les énergies renouvelables.

## Résultats électoraux

### Élections législatives
| Année | Députés  | Votes  | Votes   | Rang | Gouvernement        |
| ----- | -------- | ------ | ------- | ---- | ------------------- |
| 2019  | 0 / 101  | 24 447 | 4,36 %  | 6e   | Extra-parlementaire |
| 2023  | 14 / 101 | 81 347 | 13,33 % | 4e   | Kallas III          |

### Élections européennes
| Année | Voix   | %     | Mandats | Rang |
| ----- | ------ | ----- | ------- | ---- |
| 2019  | 10 700 | 3,22% | 0 / 7   | 6e   |
| 2024  | 9 584  | 2,60% | 0 / 7   | 8e   |